# Frank Richardson (réalisateur)
Pour les articles homonymes, voir Frank Richardson et Richardson.
Pour l'acteur mort en 1913, voir Frank Richardson (acteur).
Frank Richardson (1898–1962) est un réalisateur américain. Dans les années 1920 et 1930 il a travaillé en Grande-Bretagne.

## Biographie
Frank Richardson nait à Philadelphie le 6 septembre 1898.
Il meurt à Philadelphie d'un infarctus le 30 janvier 1962.

## Filmographie
- 1921 : Kitty Tailleur
- 1921 : Sheer Bluff (en)
- 1921 : The White Hen (en)
- 1926 : King of the Pack (en)
- 1926 : Racing Blood (en)
- 1932: The River House Ghost (en)
- 1932 : Don't Be a Dummy (en)
- 1932 : Above Rubies (en)
- 1933 : Double Wedding (en)
- 1935 : Oh, What a Night
- 1936 : The Howard Case (en)
- 1937 : The Avenging Hand
- 1940 : That's the Ticket (en) (scénariste)
- 1950 : Bait (en)